# ジェフ・ウィジー
ジェフリー・デイヴィッド・ウィジー  (Jeffree David Withey 1990年3月7日 - )は、アメリカ合衆国・カリフォルニア州サンディエゴ出身のプロバスケットボール選手。ポジションはセンター。

## 来歴
サンディエゴの高校でバスケットボールとバレーボールの両方のスポーツで活躍したウィジーは、卒業後アリゾナ大学に進学するも、2009年にカンザス大学に転校。マーキーフ・モリスやマーカス・モリスらと共にプレーし、守備型センターとして活躍した。2013年のNBAドラフトでは、39位でポートランド・トレイルブレイザーズから指名されるも、7月にタイリーク・エバンスのサイン・アンド・トレードによるサクラメント・キングス、ニューオーリンズ・ペリカンズを交えた三角トレードで、ウィジーはペリカンズに移籍。ウィジーはペリカンズで2シーズンプレーするも、平均出場時間は約10分に止まり、平均得点も約3点に終わった。
2015年8月24日、ユタ・ジャズと1年契約を結んだ。
2017年8月18日、ダラス・マーベリックスと契約した。